# 布萊克山 (奧次地)
布萊克山（英語：Blake Massif）是南極洲的山峰，位於奧次地，處於勞里山和曼達里奇山之間的伯德冰川南岸，海拔高度約1,800米，現時由南極條約體系管理。